# Bruno Monti
Pour les articles homonymes, voir Monti.
Bruno Monti, né le 12 juin 1930 à Albano Laziale dans le Latium et mort le 16 août 2011 dans la même ville, est un ancien coureur cycliste italien. 

## Biographie
Bruno Monti, né de parents grands restaurateurs, fut un athlète d'1,68 m et de 69 kg en poids de forme. En 1952, il termine quinzième de la course en ligne des Jeux olympiques à Helsinki.
Professionnel de 1953 à 1960, il a remporté trois étapes du Tour d'Italie, ainsi que Rome-Naples-Rome et le Tour d'Émilie à deux reprises.

## Palmarès
- 1952
  - Gran Premio Arrigoni
  - Coppa Valle del Metauro
  - 2e et 5e étapes du Giro di Puglia e Lucania
  - Tour de Lombardie amateurs
  - 2e du Tour des Pouilles et Lucanie
- 1953
  - Champion d'Italie des indépendants
  - Giro Valle del Crati
  - 5eb étape de Rome-Naples-Rome
  - 17e et 18e étapes du Tour d'Italie
  - 1re étape de la Milk Race
  - 2e du Trofeo Fenaroli
  - 2e du Tour du Tessin
  - 3e de Rome-Naples-Rome
  - 3e des Trois vallées varésines
  - 9e du Tour de Lombardie
- 1954
  - Rome-Naples-Rome :
    - Classement général
    - 2eb étape

  - 1re étape du Tour de Suisse
  - 2e de Milan-Modène
  - 3e du Tour de la province de Reggio de Calabre
  - 4e du Tour de Suisse
- 1955
  - Rome-Naples-Rome :
    - Classement général
    - 1re et 2eb étapes

  - 2e étape du Tour de Romandie
  - 2e du Tour des Apennins
  - 2e du Tour d'Émilie
  - 3e du Tour du Latium
  - 3e de Sassari-Cagliari
  - 3e du Trophée Matteotti
  - 4e du Tour de Romandie
  - 10e de Milan-San Remo
  - 10e du championnat du monde sur route
- 1956
  - 3ea étape du Tour de Romandie
  - Tour d'Émilie
  - 2e de Rome-Naples-Rome
  - 2e du Tour des Apennins
  - 3e de Sassari-Cagliari
  - 3e du Tour de Romagne
  - 4e du Tour de Romandie
  - 5e du Tour de Lombardie
  - 8e du Tour d'Italie
- 1957
  - 13e étape du Tour d'Italie
  - 4e étape du Tour de Romandie
  - Tour d'Émilie
  - 2e du Tour de Lombardie
  - 2e du Tour de Vénétie
  - 2e du Grand Prix de l'industrie et du commerce de Prato
- 1959
  - 2e du Tour de Campanie
  - 3e du Tour de Vénétie

## Résultats sur les grands tours

### Tour de France
2 participations
- 1955 : 23e
- 1956 : 23e

### Tour d'Italie
7 participations
- 1953 : 23e, vainqueur des 17e et 18e étapes
- 1954 : 17e
- 1955 : 12e,  maillot rose pendant 2 jours
- 1956 : 8e
- 1957 : 39e, vainqueur de la 13e étape
- 1958 : abandon
- 1959 : 49e